# Tudela (Navarra)
Tudela ist eine Stadt in Navarra, Spanien.

## Geografische Lage

### Physische Geografie
Tudela liegt im Süden der Region Navarra im Ebro-Tal auf 275 m Höhe. Die Stadt wird von dem Monument Sagrado Corazón dominiert, das auf den Burgruinen errichtet wurde.

### Bevölkerungsentwicklung
Die Stadt hat 38.685 Einwohner (Stand: 2024). 

## Geschichte
Für das 11. Jahrhundert gibt es erste urkundliche Belege für die Existenz der Stadt. Im Jahr 1119 erfolgte die Eroberung durch König Alfons I. »el Batallador«, König von Pamplona und Aragon.
Von 1784 bis zum Konkordat von 1851 war die Stadt Sitz einer römisch-katholischen Diözese.
In der Schlacht von Tudela am 23. November 1808 kämpften nahe der Stadt eine spanische Armee unter General Francisco Javier Castaños und ein französisches Heer gegeneinander. Die  Marschälle Lannes und Moncey konnten die Schlacht für sich entscheiden.
Durch Polizeigewalt starben 1979 mehrere Menschen, die für Demokratie demonstriert hatten. Unter den Opfern war Gladis del Estal, eine junge Frau, die sich gegen Atomprogramme engagiert hatte. Die Opfer galten darauf in Spanien als Märtyrer der Transición.

## Politik

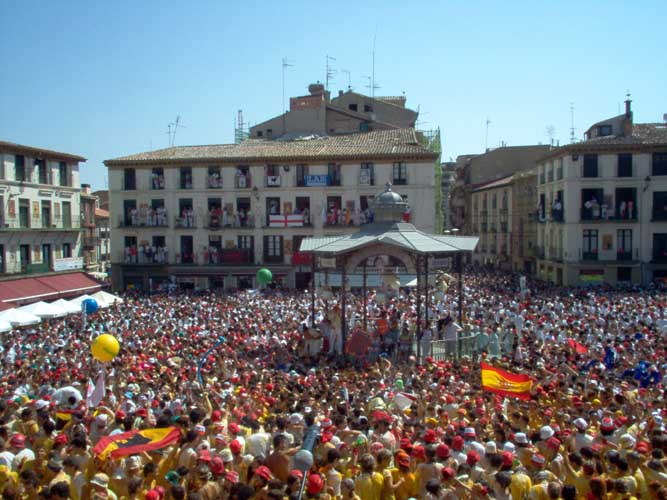
Die zentrale Plaza de los Fueros (am 24. Juni 2005 anlässlich der Santa-Ana-Feiern)

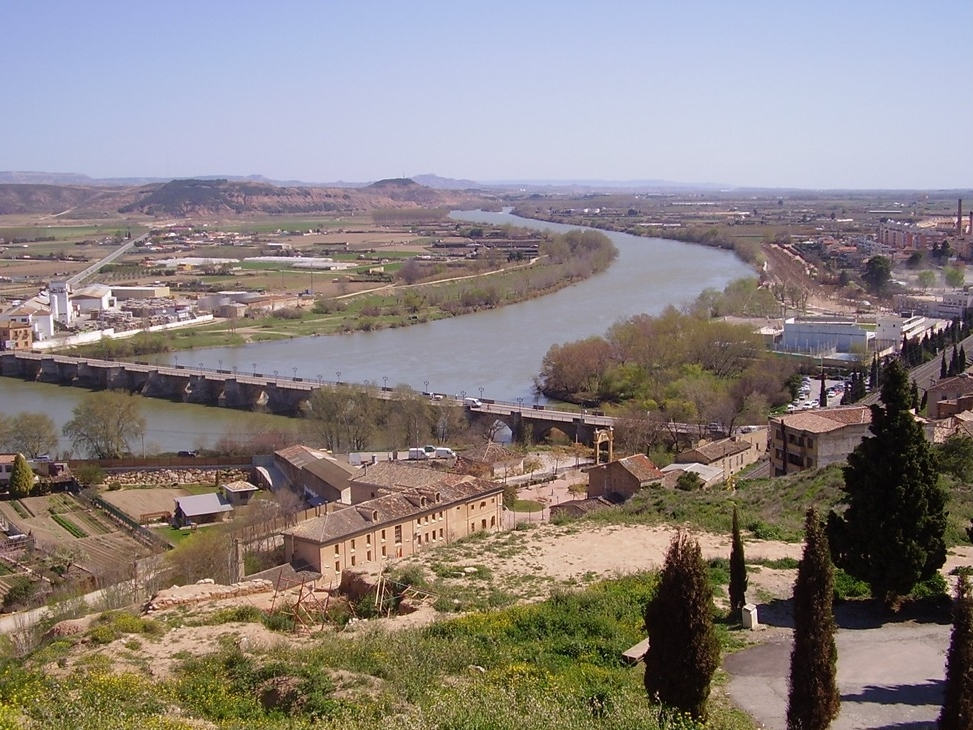
Der Ebro bei Tudela

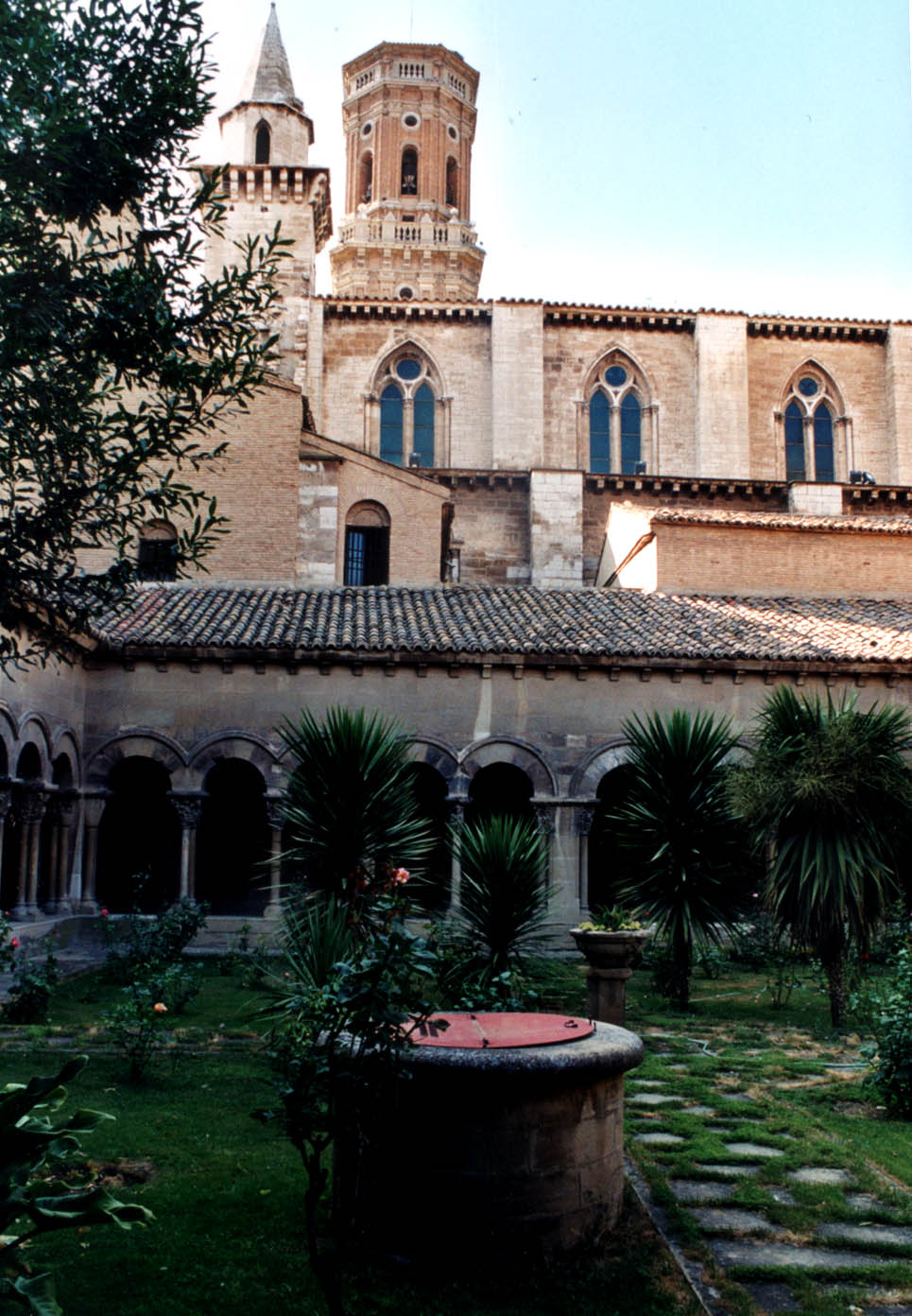
Die Kathedrale Santa María

### Gemeinderat
| Partei                | 2011      | 2011  | 2007      | 2007  |
| Partei                | Stimmen % | Sitze | Stimmen % | Sitze |
| UPN                   | 33,44 %   | 8     | 49,29 %   | 12    |
| PSOE                  | 22,61 %   | 5     | 31,23 %   | 7     |
| Izquierda-Ezkerra (N) | 17,76 %   | 4     | -         | -     |
| PP                    | 16,07 %   | 4     | -         | -     |
| Nafarroa Bai (Na-Bai) | 3,32 %    | 0     | 10,95 %   | 2     |
| Bildu                 | 2,37 %    | 0     | -         | -     |

### Bürgermeister
| Amtszeit  | Bürgermeister            | Partei   |
| --------- | ------------------------ | -------- |
| 1979–1980 | Francisco Alava Jiménez  | PSN-PSOE |
| 1980–1983 | Alberto Tantos Bordonaba | PSN-PSOE |
| 1983–1987 | José Antonio Pérez Sola  | PSN-PSOE |
| 1991–1995 | José Antonio Pérez Sola  | PSN-PSOE |
| 1995–1999 | Luis Campoy Zueco        | UPN-PP   |
| 1999–2003 | Luis Campoy Zueco        | UPN-PP   |
| 2003–2007 | Luis Casado Oliver       | UPN-PP   |
| 2007–2011 | Luis Casado Oliver       | UPN      |
| 2011–     | Luis Casado Oliver       | UPN      |

## Wirtschaft
Tudela ist das Zentrum des Weinanbaus im Anbaugebiet Navarra. 

## Städtepartnerschaften
- Mauléon-Licharre, Frankreich (1965)
- Tiberias, Israel (1984)
- Mont-de-Marsan, Frankreich (1986)
- Coquimbo, Chile (2006, als „digitale Partnerschaft“)

## Söhne und Töchter der Stadt
- Al-A'ma al-Tutili († 1126), blinder muladíscher Dichter
- Jehuda ha-Levi (1075–1141), jüdischer Philosoph
- Abraham ibn Esra (1092–1167), jüdischer Gelehrter und Schriftsteller
- Benjamin von Tudela († ca. 1173), Weltreisender
- Guilhem de Tudèla, okzitanischer Dichter des Gesang vom Albigenserkreuzzug um 1213
- Schemtow ibn Schaprut, Arzt und Gelehrter des 14. Jahrhunderts
- Michael Servetus (1509/11–1553), Arzt, Gelehrter und antitrinitarischer Theologe
- Rafael Moneo (* 1937), Architekt
- Ismael Urzaiz (* 1971), Fußballspieler